# Azomonas
Azomonas — рід зазвичай рухомих бактерій від овальної до сферичної форми, що секретують великі кількості капсулярного слизу. Цей рід відрізняється від роду Azotobacter нездатністю утворювати цисти, але подібно до Azotobacter його представники здатні фіксувати атмосферний азот за аеробними умовами.